# Esteban Areta
Esteban Areta Vélez (Pamplona, 14 de abril de 1933 - Sevilla, 9 de julio de 2007) fue un futbolista internacional español que jugó en el Real Betis, F. C. Barcelona, Real Oviedo, Valencia y Osasuna.

## Biografía
Fue miembro de una gran dinastía de futbolistas, su padre jugó como portero en el Osasuna y sus tres hermanos fueron futbolistas, el mayor, Serafín Areta fue jugador del Athletic Club, durante ocho años, José Luis Areta el tercero fue jugador del Sevilla F. C. durante cinco temporadas desde 1961 a 1966. y el menor, Jesús María Areta, jugó en segunda división con el Osasuna y Mestalla, fue también jugador del Valencia, aunque no llegó a debutar en primera división.
Esteban empezó a jugar en el Colegio de los Hermanos Maristas de Pamplona, con quince años pasó al Luchana, de 2.ª Regional, posteriormente al Oberana, en 1.ª Regional, y de ahí al Osasuna como amateur. Debutó como profesional, con el Real Oviedo, en 1951, en segunda división, logrando ese año el ascenso a primera. Con el Oviedo jugó tres temporadas.
En 1955, durante su estancia en el Barcelona fue el autor del primer gol de la historia barcelonista en competición europea, en la Copa de Ferias de la temporada 55-56, contra la selección de Copenhague, aunque cabe recordar que Josep Seguer también es considerado como el autor del primer gol al haber marcado el 26 de junio de 1949 en Copa Latina ante el Stade de Reims.
En la temporada 1956-57 jugó en el Valencia C. F. En el verano de 1957 llegó al Real Betis, que se encontraba en segunda división, logrando en su primera temporada el ascenso a primera división. Durante su estancia en el Betis fue retrasando su posición en el campo desde el delantero que era cuando llegó al Betis hasta el lateral izquierdo al que se adaptó finalmente, posición en la que debutaría en su único partido internacional con la selección española, en 1961, contra la selección de Argentina.
Como entrenador fue responsable de la equipos filiales del Real Betis, también segundo entrenador con Rafael Iriondo y entrenador del primer equipo provisional en 1969 y 1972.

## Trayectoria como futbolista[7]
| Club                | País             | Año       |
| ------------------- | ---------------- | --------- |
| Real Oviedo         | Segunda división | 1951-52   |
| Real Oviedo         | Primera división | 1952-53   |
| Real Oviedo         | Primera división | 1953-54   |
| F. C. Barcelona     | Primera división | 1954-1955 |
| F. C. Barcelona     | Primera división | 1955-1956 |
| Valencia CF         | Primera división | 1956-1957 |
| Real Betis Balompié | Segunda división | 1957-1958 |
| Real Betis Balompié | Primera división | 1958-1959 |
| Real Betis Balompié | Primera División | 1959-1960 |
| Real Betis Balompié | Primera División | 1960-1961 |
| Real Betis Balompié | Primera División | 1961-1962 |
| Real Betis Balompié | Primera División | 1962-1963 |
| Real Betis Balompié | Primera División | 1963-1964 |
| Cádiz C. F.         | Segunda división | 1964-1965 |